# Shannonomyia (Shannonomyia) myersiana
Shannonomyia (Shannonomyia) myersiana is een tweevleugelige uit de familie steltmuggen (Limoniidae). De soort komt voor in het Neotropisch gebied.